# Monte Bano
Il monte Bano (monte Bädo in ligure), 1035 m è posto tra la valle Scrivia e la val di Noci, nel comune di Montoggio. La sua prominenza topografica è di 143 m.

## Storia
I boschi di castagno che ne ricoprono i fianchi sono stati fino ad oltre la metà del XX secolo fonte reddito e nutrimento per gli abitanti dei numerosi villaggi, oggi in gran parte abbandonati, presenti nella zona: Brugosecco, Montebano, Camponevoso, Noci e altri ancora.

## Accesso alla cima
Tra i sentieri che conducono alla vetta, bello quello con partenza dalla diga del lago di Val di Noci e che permette di proseguire oltre il monte Bano raggiungendo l'abitato di Noci e i monti Candelozzo e Alpesisa: tornando infine al punto di partenza si avrà compiuto in questo modo il giro completo dell'alta val Noci.